# Егоне
Егоне (фр. Aigonnay) насеље је и општина у западној Француској у региону Поату-Шарант, у департману Де Севр која припада префектури Ниор.
По подацима из 2011. године у општини је живело 616 становника, а густина насељености је износила 43,84 становника/km². Општина се простире на површини од 14,05 km². Налази се на средњој надморској висини од 131 метар (максималној 157 m, а минималној 72 m).

## Демографија
| 1962. | 1968. | 1975. | 1982. | 1990. | 1999. | 2011. |
| ----- | ----- | ----- | ----- | ----- | ----- | ----- |
| 389   | 419   | 371   | 384   | 397   | 449   | 616   |

График промене броја становника у току последњих година